# STS-73
STS-73 — космический полёт МТКК «Колумбия» по программе «Спейс Шаттл».

## Экипаж
- Кеннет Бауэрсокс (3) — командир
- Кент Роминджер (1) — пилот
- Кэтрин Торнтон (4) — руководитель работ с полезной нагрузкой
- Катерина Коулман Ph.D (1) — специалист по программе полёта
- Майкл Лопес-Алегриа (1) — специалист по программе полёта
- Фредерик Лесли Ph.D (единственный) — специалист по полезной нагрузке
- Альберт Сакко Ph.D (единственный) — специалист по полезной нагрузке
  - Дейвид Маттисен (David Henry Matthiesen)[1] (0) Ph.D — специалист по полезной нагрузке (дублёр)
  - Рэй Холт (Ray Glynn Holt)[2] (0) Ph.D — специалист по полезной нагрузке (дублёр)

## Описание полёта

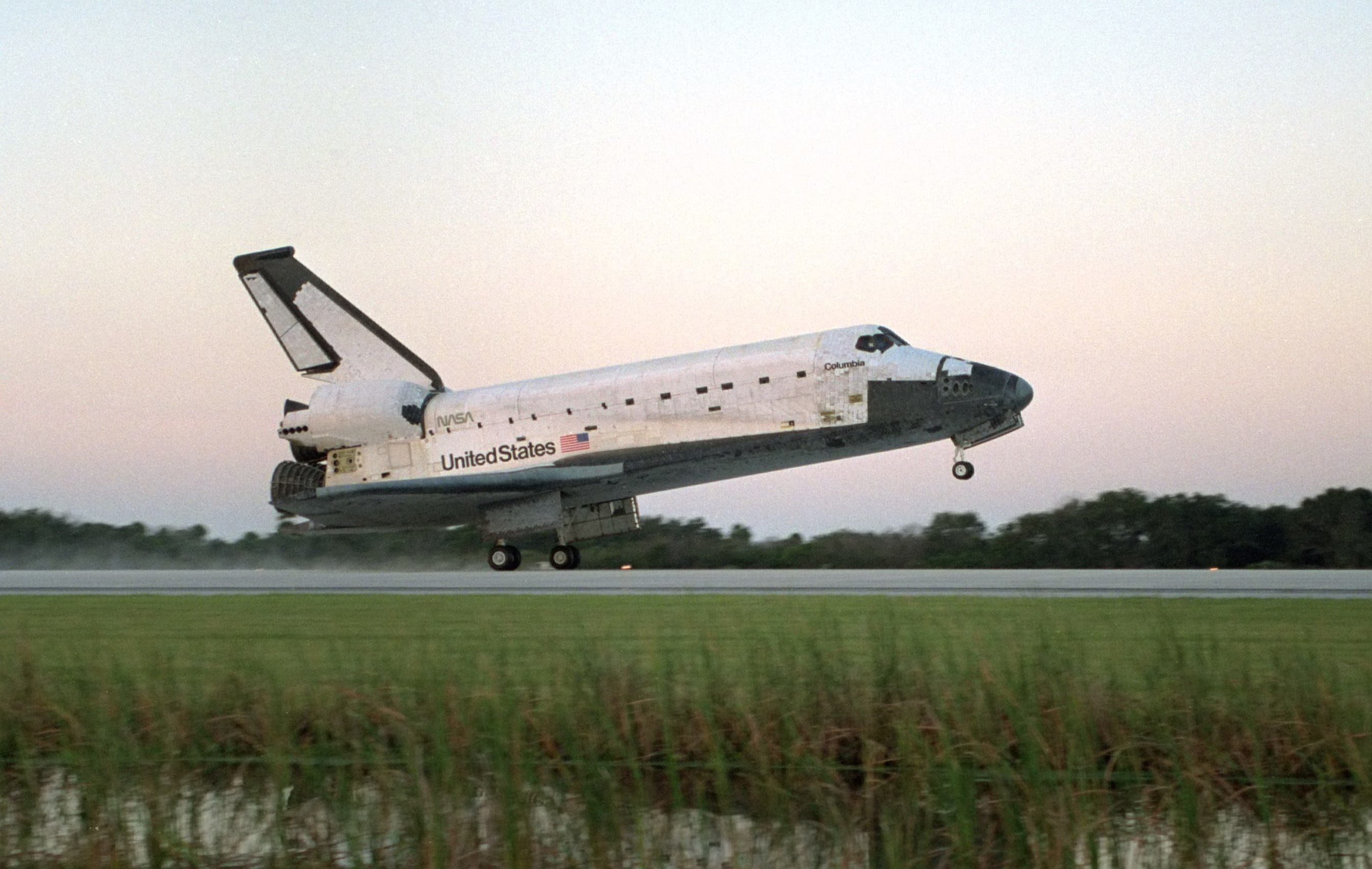
Посадка STS-73

## Параметры полёта
- Вес: 15 250 кг (полезная нагрузка)
- Перигей: 241 км
- Апогей: 241 км
- Наклонение: 39,0°
- Период обращения: 89,7 мин